# کوین مک‌نالی
کوین مک‌نالی (به انگلیسی: Kevin McNally) (زاده ۲۷ آوریل ۱۹۵۶) بازیگر انگلیسی است.
از فیلم‌های معروف او می‌توان به بازی در فیلم‌های تله گذاری، توطئه، مارگارت، ماهی مرده و مجموعه دزدان دریایی کارائیب اشاره کرد.
در سال ۲۰۱۱ وی در فیلم اکران نشده ۵۰۰ مایل به سمت شمال ایفای نقش کرد.
وی هم چنین در سال ۲۰۱۷ در فیلم دزدان دریایی کارائیب: مردان مرده هیچ داستانی نمی‌گویند دوباره در نقش جوشامی گیبز حاضر شد. او همچنین در فیلم درهای کشویی بازی کرده‌است.